# 2017年ヴァラン・インターナショナルAn-26墜落事故
2017年ヴァラン・インターナショナルAn-26墜落事故（2017ねんヴァラン・インターナショナルAn-26ついらくじこ）とは、2017年10月14日にヴァラン・インターナショナル・カーゴチャーターのAn-26がコートジボワールのフェリックス・ウフェ＝ボワニ国際空港に着陸する直前に墜落した事故である。乗員乗客10人のうち、4人が死亡した。

## 当日の事故機

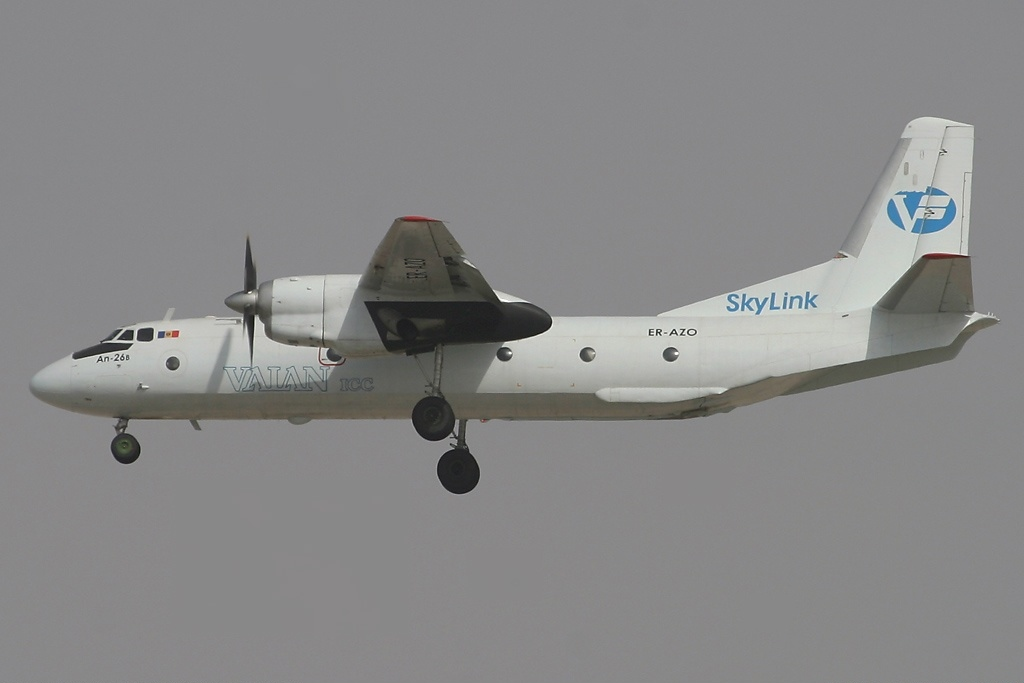
同型機のアントノフ An-26

- 使用機材：An-26-100
  - 製造番号：3204
  - 機体記号：ER-AVB

1975年に初飛行した。

## 事故

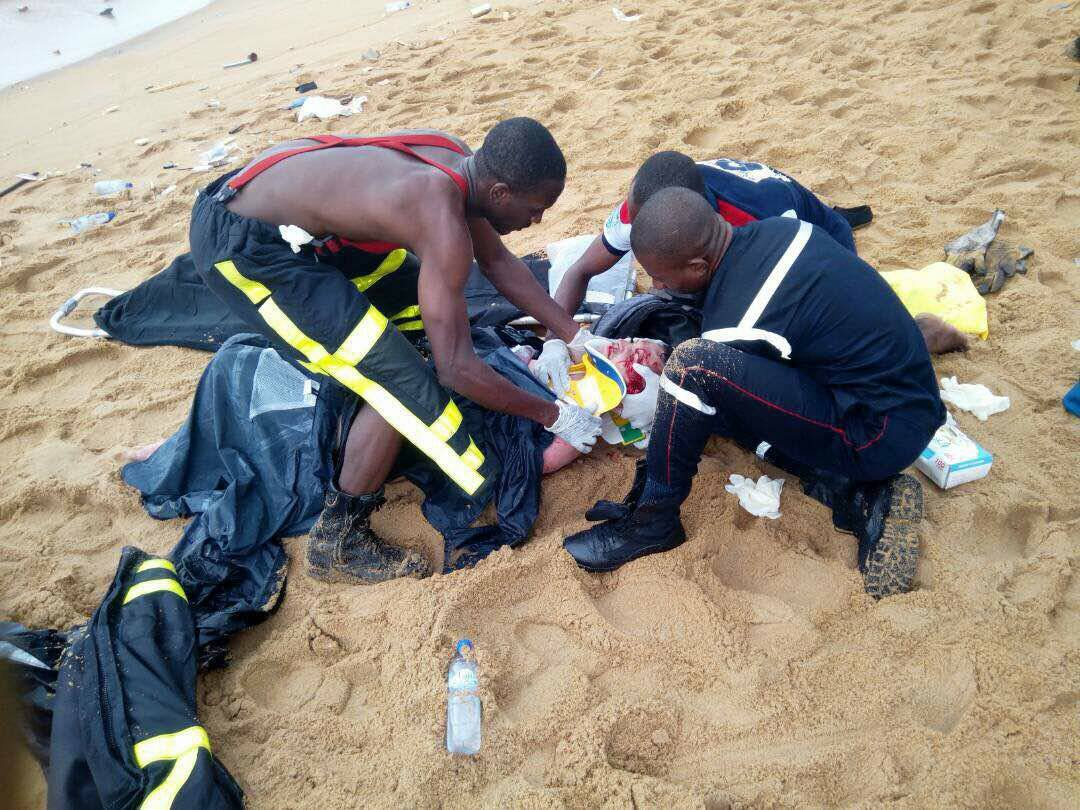
生存者の救助活動

事故機はワガドゥグー空港発フェリックス・ウフェ＝ボワニ国際空港行きの貨物便として運航されており、フェリックス・ウフェ＝ボワニ国際空港に着陸する直前で墜落した。機体は2つに分断し大破した。モルドバ人の乗員6人とフランス陸軍の軍人4人が乗っており、4人の乗員が死亡し、6人の生存者のうち1人が重傷を負った。事故機はフランス軍によってチャーターされ、バルハン作戦を支援していた。負傷者は治療のためポール＝ブエのキャンプに運ばれた。なお事故が起きた地域では現地時間8時30分に雷雨が報告されていた。

## 調査
コートジボワール当局は、事故調査を開始した。モルドバ民間航空局も調査に乗り出した。フライトデータレコーダーとコックピットボイスレコーダーが残骸の中から発見された。